# دوازدهمین مرد (فیلم)
دوازدهمین مرد (نروژی: Den 12. mann) یک فیلم محصول نروژ به کارگردانی هارالد زوارت است که در سال ۲۰۱۷ منتشر شد. از بازیگران آن می‌توان به جاناتان ریس میرز اشاره کرد.

## داستان
این فیلم داستانی واقعی از فرار سربازی نروژی از تعقیب نیروی‌های اشغالگر آلمان نازی در دوران جنگ جهانی دوم را به تصویر می‌کشد. وی جز ۱۲ جنگجوی مقاومت نروژی بود که مأموریت داشتند تا علیه قوای آلمانی که نروژ را در اشغال داشتند عملیات انجام دهند و به تأسیسات و امکانات نظامی نازی‌ها ضربه وارد کنند و آنها را منفجر کنند. یازده نفر از این افراد توسط آلمانی‌ها در همان ابتدای عملیات دستگیر می‌شوند و پس از بازجویی گشتاپو در مورد مأموریتشان و شکنجه، سرانجام اعدام می‌شوند ولی نفر دوازدهم با وجودی که به شدت زخمی می‌شود، موفق به فرار می‌شود و با تحمل رنج و سختی فراوان و با کمک مردم محلی از مرز رد می‌شود و به سوئد و سپس انگلستان می‌رود.